# Perejaslav (Ukraina)
Perejaslav (tidigare Perejaslav-Chmelnytskyj) (ukrainska: Переяслав uttal (fil); ryska Переяслав, Perejaslav) är en stad i Kiev oblast i Ukraina Den är administrativ huvudort för Perejaslav-Chmelnytskyj rajon och folkmängden uppgick till 27 923 invånare i början av 2012. Staden ligger vid floden Trubizj, som är en biflod till Dnepr.
Staden är känd för fördraget till den union som ingicks där mellan zaporizjakosackerna och Tsarryssland i januari 1654, då Bohdan Chmelnytskyj svor trohetseden inför den ryska delegationen med Vasilij Buturlin i spetsen.